# Wartesystem
Ein Wartesystem (engl.: waiting or queuing system) ist in der Warteschlangentheorie ein abstraktes Modell eines Bedienungssystems, das den verkehrsmäßigen Ablauf innerhalb realer Systeme wie Nachrichtennetzen oder Computernetzwerken beschreibt. Komponenten eines Bedienungssystems sind:
- Ankunftsprozess der Bedienungs-Anforderungen
- Bedienungsprozess der Anforderungen
- Struktur und Betriebsart des Bedienungssystems

Ankunfts- und Bedienprozesse werden im Allgemeinen in der Form von Wahrscheinlichkeitsverteilungen für die zufälligen Ankunftsabstände und Bedienungsdauern vorgegeben. Struktur und Betriebsart eines Bedienungssystems werden durch das Warteschlangenmodell beschrieben, das Anzahl und Anordnung von Bedienungseinheiten und Warteplätzen umfasst, sowie die Art und Weise der Abfertigung („Bedienungsdisziplin“).
Im Wartesystem können Anforderungen, wenn sämtliche Bedienungseinheiten besetzt sind, in einem Warteraum warten. Ist der Warteraum begrenzt, so ist das Wartesystem ein Verlustsystem und weist Neuankünfte ab, wenn der Warteraum voll ist. Warteschlangenmodelle werden durch die Angabe von bis zu sechs Parametern spezifiziert, die üblicherweise in der Kendall-Notation angegeben werden. Ausgehend von dieser einfachen Struktur werden zahlreiche Verallgemeinerungen betrachtet, zum Beispiel vernetzte Wartesysteme oder unzuverlässige Systeme mit zeitweisem Systemausfall. 

## Simulation allgemeiner Wartesysteme
Üblicherweise werden Wartesysteme über eine Ereignisliste simuliert.

## Simulation im Markow-Fall
Bei der Berechnung von Verkehrsmodellen werden oft für Ankunfts- und Bedienungsprozesse Voraussetzungen nach Markow getroffen, da sie das Rechnen vereinfachen und zu praxisnahen Ergebnissen führen. Wartesysteme können unter anderem durch Petri-Netze simuliert werden.
Vernetzte Bedienungssysteme werden häufig als Jackson-Netze angenommen. Diese können als weniger aufwändiger Sonderfall bei der Simulation vernetzter Bedienungssysteme angesehen werden.